# Ctenitis guidianensis
Ctenitis guidianensis là một loài thực vật có mạch trong họ Dryopteridaceae. Loài này được H.G. Zhou & W.M. Chu miêu tả khoa học đầu tiên năm 1995.